# 서부구렁이
서부구렁이(영어: western rat snake, black rat snake, pilot black snake, black snake)는 북미에서 발견되는 뱀과 옥수수뱀속의 무독성 뱀이다. 현재까지 아종은 확인된 바 없고, 텍사스 지역에서 발견되는 비늘색이 다른 변종을 텍사스구렁이(Texas ratsnake)라고도 한다. 미시시피강 서쪽 지역에서 발견되며, 아이오와 동남부에서부터 남쪽으로는 미주리와 아칸소를 거쳐 루이지애나 서부, 그리고 서쪽으로는 텍사스 동부, 북쪽으로는 오클라호마를 거쳐서 캔자스 동부와 네브래스카 동북부에 이르는 지역에 서식한다.
서부구렁이의 성체는 매우 크게 자라서, 꼬리를 포함한 신장이 106.5-183 cm에 달한다. 캐나다 최대의 뱀이며, 기록된 최대 개체의 신장이 256.5 cm로 북미대륙에서 가장 큰 뱀으로 기록되었다. 동부쪽뱀 개체가 이보다 크게 자랐다는 주장이 있지만, 그쪽은 공식적으로 기록된 바가 없다.